# Marie Baron

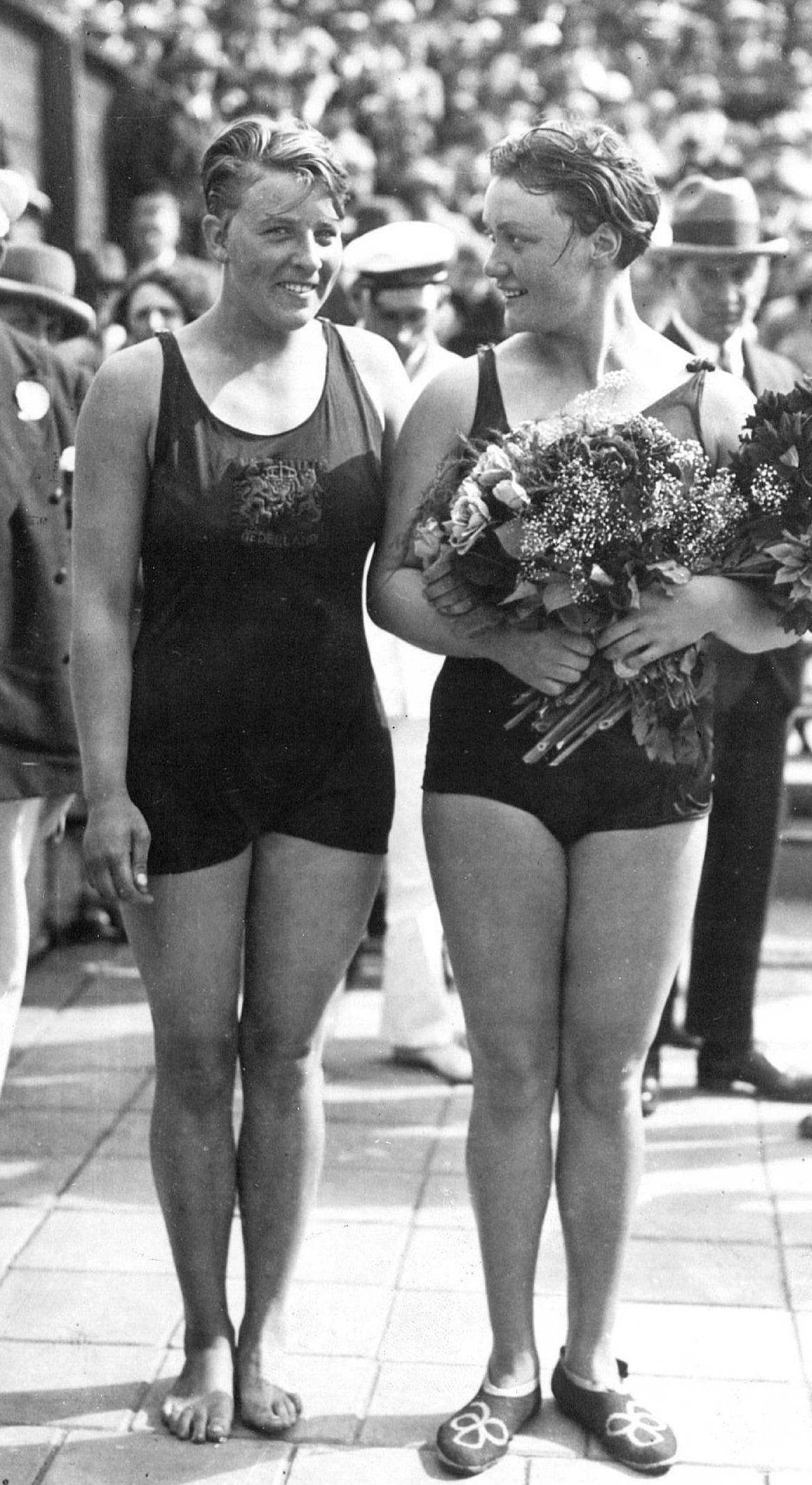
Marie Baron (links) und Hilde Schrader (1928)

Mietje „Marie“ Baron, nach Heirat Mietje „Marie“ du Puy (* 5. Februar 1908 in Rotterdam; † 23. Juli 1948 ebenda), war eine niederländische Schwimmerin. Sie gewann 1928 eine olympische Silbermedaille im Brustschwimmen.

## Sportliche Karriere
Marie Baron schwamm für den Verein Onderlinge Dames Zwemclub aus Rotterdam. Von 1924 bis 1927 gewann sie vier niederländische Meistertitel über 100 Meter Freistil und zwei über 200 Meter Brust.
Bei den Olympischen Spielen 1924 in Paris war Marie Baron die Vorlaufschnellste über 200 Meter Brust, wurde aber wegen einer nicht korrekten Wende disqualifiziert. Die niederländische 4-mal-100-Meter-Freistilstaffel mit Marie Baron, Truus Klapwijk, Marie Vierdag und Ada Bolten belegte den sechsten Platz.
1926 stellte Marie Baron einen Weltrekord über 200 Meter Brust auf, als sie in Brüssel nach 3:18,4 Minuten anschlug. Sie war die erste niederländische Schwimmweltrekordlerin überhaupt. Im August 1927 wurde Baron als Weltrekordlerin von der Dänin Else Jacobsen abgelöst. Im April 1928 verbesserte Baron den Rekord auf 3:12,8 Minuten, diesen Rekord unterbot die Deutsche Lotte Mühe im Juli 1928.
Im Sommer 1927 fanden die Europameisterschaften in Bologna statt, bei denen erstmals auch Frauenwettbewerbe auf dem Programm standen. Die Niederländerinnen gewannen drei von vier Einzelentscheidungen. Nur über 200 Meter Brust siegte die Deutsche Hilde Schrader vor ihrer Landsfrau Lotte Mühe und der Österreicherin Hedy Bienenfeld. Zwei Sekunden hinter Bienenfeld belegte Baron in 3:29,00 Minuten den vierten Platz.
1928 war Amsterdam Austragungsort der Olympischen Spiele. Über 200 Meter Brust gewann Hilde Schrader die Goldmedaille vor Marie Baron und Lotte Mühe. Baron trat in Amsterdam auch im Turmspringen an und belegte den vierten Platz hinter Elizabeth Becker-Pinkston und Georgia Coleman aus den Vereinigten Staaten sowie der Schwedin Lala Sjöqvist.
1930 heiratete Marie Baron einen Herrn du Puy. Sie starb im Alter von vierzig Jahren nach schwerer Krankheit. In Rotterdam und in Tilburg erinnert jeweils eine Marie Baronstraat an die Schwimmpionierin.